# Cc (ånglok)
Cc-loken var en serie ånglok, av typen tenderlok, som användes av Statens Järnvägar (SJ). Loken levererades till största delen av Nydqvist och Holm AB (NOHAB), samt några exemplar kom från Motala Verkstad AB. De användes till att dra snälltåg från år 1892. Fram till år 1906 var Cc-loken de främsta snälltågsloken inom SJ.
Allt eftersom snälltågen blev tyngre blev man tvungen att koppla två Cc-lok efter varann för att täcka dragkrafts- och effektbehoven. Cc-loken var ursprungligen byggda för våt ånga, men 48 lok kom att byggas om för överhettad ånga. 
Lok med överhettning  tilldelades littera Cd. Fem st Cb-lok från år 1886 byggdes om till Cc-lok. Ett av Cb-loken kom att genomgå en livscykel både som littera Cb, -Cc och -Cd. Under perioden 1905–20 fanns som mest 84 lok littererade som Cc. Det sista Cc-loket slopades 1932, och det sista Cd-loket slopades inte förrän 1969, dock avställt sedan 1945. Ett Cc-lok finns bevarat vid Järnvägsmuseet i Gävle.

## Historisk logg[1][6][7]
| Tidsperiod | Händelse                                                           |
| ---------- | ------------------------------------------------------------------ |
| 1892-1903  | Leverans av 79 st Cc-lok från NOHAB och Motala Verkstad till SJ.   |
| 1903-05    | 5 st Cb-lok från år 1886 byggs om till Cc-lok.                     |
| 1920-31    | 48 st Cc-lok byggs om för överhettning och littereras Cd.          |
| 1922-32    | Slopning av Cc-lok som inte byggts om för överhettning.            |
| 1922-37    | Slopning av 29 st Cd-lok.                                          |
| 1929       | 1 st Cc-lok (nr 404) överförs till Sveriges Järnvägsmuseum.        |
| 1933       | 2 st Cd-lok avyttras till Stockholm-Nynäs Järnväg (SNJ).           |
| 1936       | 3 st Cd-lok avyttras till Varberg-Borås-Herrljunga Järnväg (VBHJ). |
| 1937       | 1 st Cd-lok avyttras till SNJ. (A)                                 |
| 1940       | 3 st Cd lok återgår till SJ från VBHJ.                             |
| 1942       | SJ:s Cd-lok (16 st) littereras om till C-lok. (B)                  |
| 1944-45    | 9 st SJ-lok avställs.                                              |
| 1947-69    | Slopning av SJ-loken.                                              |
| 1950-56    | Slopning av 2 st SNJ-loken. (C)                                    |

(A) Detta lok, Cd nr 747, var under perioden 1924-31 temporärt utrustad med Anderberg rökskåpsöverhettning, och littererades Cd2.

(B) Flera andra loktyper inom SJ har littererats som C-lok. Fd Cd kan inofficiellt betecknas C(II).

(C) Uppgifter om det tredje SNJ-lokets öde saknas.

## Tabell, huvuddata för lok[1][2][3][4]
| Littera                    | Littera                    | Cc              | Cd              |
| -------------------------- | -------------------------- | --------------- | --------------- |
| Axelanordning och spårvidd | Axelanordning              | 2'B             | 2'B             |
| Axelanordning och spårvidd | Spårvidd                   | 1435 mm         | 1435 mm         |
| Hjuldiametrar              | Löphjul                    | okänd           | okänd           |
| Hjuldiametrar              | Drivhjul                   | 1880 mm         | 1880 mm         |
| Cylindrar                  | Antal                      | 2               | 2               |
| Cylindrar                  | Diameter                   | 420 mm          | 420 mm          |
| Cylindrar                  | Slaglängd                  | 559 mm          | 559 mm          |
| Ångans arbetssätt          | Typ av ånga                | Våt             | Överhettad      |
| Ångans arbetssätt          | Expansion                  | Enkel           | Enkel           |
| Panna                      | Rostyta                    | 1,97 m2         | 1,97 m2         |
| Panna                      | Eldyta, total              | 96,9 m2 (A)     | 80,5 m2 (B)     |
| Panna                      | Överhettningsyta           | -               | 19,2 m2 (C)     |
| Panna                      | Ångtryck                   | 11 kg/cm2       | 12 kg/cm2 (D)   |
| Vikter                     | Materialvikt, endast lok   | 37400 kg        | 39400 kg        |
| Vikter                     | Tjänstevikt, endast lok    | 41100 kg        | 42900 kg (E)    |
| Vikter                     | Tjänstevikt, lok + tender  | 73800 kg        | 75600 kg        |
| Vikter                     | Adhesionsvikt              | 26500 kg        | 26900 kg (E)    |
| Vikter                     | Största axeltryck          | 13300 kg        | 13500 kg        |
| Dimensioner                | Längd över buffertar       | 15305 mm        | 15430 mm        |
| Dimensioner                | Hjulbas                    | 12080 mm        | 12080 mm        |
| Tillkopplad tender         | Littera                    | C               | C               |
| Prestanda                  | Startdragkraft             | 3750 kg         | 4100 kg (E)     |
| Prestanda                  | Största tillåtna hastighet | 90 km/h         | 90 km/h         |
| Prestanda                  | Indikerad effekt           | 577 ihk (F) (H) | 748 ihk (G) (H) |

(A) Höjer anger 98,0 m2.

(B) Höjer anger 80,2 m2.

(C) Höjer anger 20,0 m2.

(D) Höjer och Svenska Lok anger 11 kg/cm2.

(E) Höjer anger samma värde som för Cc-loket.

(F) Värdet är beräknat enligt Höjer och gäller vid den gynnsammaste hastighetet (85 km/h) och normal rostansträngning.

(G) Värdet är beräknat enligt Höjeroch gäller vid den största tillåtna hastigheten (90 km/h) och normal rostansträngning. Teoretiskt ligger den gynnsammaste hastigheten vid 122 km/h, och där blir den indikerade effekten 785 ihk.

(H) Värdet antar att loket saknade matarvattenförvärmare.

## Tabell, huvuddata för tillkopplad tender[4][3]
| Tender littera C | Tender littera C  | Tender littera C |
| ---------------- | ----------------- | ---------------- |
| Axelanordning    | Axelanordning     | 3                |
| Hjuldiameter     | Hjuldiameter      | 1100 mm          |
| Vikter           | Materialvikt      | 13500 kg         |
| Vikter           | Tjänstevikt       | 32700 kg         |
| Vikter           | Största axeltryck | 11300 kg         |
| Förråd           | Kol               | 5200 kg          |
| Förråd           | Vatten            | 14000 liter      |